# Chris Offutt
Pour les articles homonymes, voir Offutt.
Chris Offutt, né le 24 août 1958 à Lexington dans le Kentucky, est un scénariste et un écrivain américain de roman policier, lauréat du prix Mystère de la critique en 2020.

## Biographie
Fils de l'écrivain Andrew J. Offutt, il grandit dans le Kentucky et suit les cours de l'Université d'État de Morehead. Diplômé, il entreprend un voyage à travers les États-Unis et exerce différents métiers pour vivre. Il publie, en 1992, un premier recueil de neuf nouvelles, intitulé Kentucky Straight, qui dépeint le quotidien rural du Kentucky. Il écrit par la suite deux romans semi-autobiographiques, un roman de fiction et un second recueil de nouvelles.
Il compte plusieurs traductions en France, dont trois au sein de la collection La Noire de Gallimard, ce qui laisse penser que Chris Offutt est un simple écrivain de roman policier, quand bien même ces écrits dépassent le cadre du genre et peuvent se rattacher à l'univers d'auteurs aussi différents que William Faulkner, Larry Brown ou Daniel Woodrell. Deux nouvelles de l'auteur sont par ailleurs présentes dans le recueil Le Bout du monde, paru à la Série noire en 2001.
Passé de Gallimard à Gallmeister en France, il obtient en 2020 le prix Mystère de la critique avec le roman Nuits Appalaches.
En parallèle à sa carrière d'écrivain, Chris Offutt a été professeur dans plusieurs universités américaines et a collaboré avec différentes revues et journaux américains (New York Times, Men's Journal…). Il a également travaillé comme scénariste et producteur pour des séries télévisées américaines (Weeds, True Blood et Treme).

## Œuvre

### Romans
- The Good Brother (1997) Publié en français sous le titre Le Bon Frère, traduction de Freddy Michalski, Paris, Gallimard, coll. « La Noire », 2000 ; réédition, Paris, Gallmeister, coll. « Totem » no 64, 2018.
- Country Dark (2018) Publié en français sous le titre Nuits Appalaches, traduction de Anatole Pons, Gallmeister, 2019 ; réédition, Paris, Gallmeister, coll. « Totem » no 165, 2020.
- The Killing Hills (2021) Publié en français sous le titre Les Gens des collines, traduction de Anatole Pons-Reumaux, Gallmeister, 2022.
- Shifty's Boys (2021) Publié en français sous le titre Les Fils de Shifty, Gallmeister, 2024.
- Code of the Hills (2023) Publié en français sous le titre La Loi des collines, Gallmeister, 2025.

### Romans autobiographiques
- The Same River Twice (1993) Publié en français sous le titre Le Fleuve et l'Enfant, traduction d'Anne Winckle, Paris, Mercure de France, Bibliothèque américaine, 1998, réédition Paris, Gallimard, coll. « Folio », 2002.
- No Heroes: A Memoir of Coming Home (2002) Publié en français sous le titre Les hommes ne sont pas des héros, traduction d'Anne Winckle, Paris, Mercure de France, Bibliothèque étrangère, 2004.
- My Father, the Pornographer (2016)

### Recueils de nouvelles
- Kentucky Straight (1992) Publié en français sous le titre Kentucky Straight, traduction de Philippe Garnier, Paris, Gallimard, coll. « La Noire », 1998, réédition Folio policier no 241, 2002 ; réédition avec une traduction revue de Anatole Pons-Reumaux, Paris, Gallmeister, coll. « Totem » no 104, 2018.
- Out of the Woods (1999) Publié en français sous le titre Sortis du bois, traduction de Philippe Garnier, Paris, Gallimard, coll. « La Noire », 2002 ; réédition avec une traduction revue de Anatole Pons-Reumaux, Paris, Gallmeister, coll. « Totem » no 188, 2021.

### Nouvelles isolées
- Out of the Woods (1993)
- Writing Home (1999)
- Tough People (1999)

## Filmographie

### Comme scénariste
- 2008 : True Blood : saison un, épisode sept et dix.
- 2009 : Weeds : saison cinq, épisode huit.
- 2010 : Tough Trade, téléfilm américain de Gavin Hood.
- 2012 : Treme : saison trois, épisode six.

## Prix et distinctions

### Prix
- Pour le roman Nuits Appalaches :
  - Prix Mystère de la critique en 2020[1].
  - Grand Prix du Roman Noir Étranger du festival de Beaune 2020[2].

### Nominations
- Grand Prix de littérature policière 2022 pour Les Gens des collines[3]
- Prix Barry 2023 du meilleur roman pour Shifty’s Boys[4]
- Trophée Michèle Witta 2023 du roman étranger pour Les Gens des collines[5]